# レダ・グロリア
レダ・グロリア（Leda Gloria、1912年8月30日 - 1997年3月16日）は、イタリアの女優。

## 出演作品
- 陽気なドン・カミロ
- ドン・カミロ頑張る
- ポー河の水車小屋
- 嗤う仮面
- 征空大艦隊
- 母なる大地（英語版）